# Synode von Karthago (252)
Die Karthagoer Synode von 252 war eine regionale Kirchenversammlung, die unmittelbar auf die Synode von 251 folgte. Sie befasste sich erneut mit der Problematik der Lapsi, der Kindertaufe sowie einem Schisma, dass sich aus dem Abfall mehrerer Bischöfe und anderer Geistlicher entwickelt hatte.

## Vorgeschichte
Der Versammlung von 252 ging die von 251 voraus, die sich intensiv mit der Lapsi-Frage befasst und dazu auch Beschlüsse gefasst hatte. Insofern kann auf die Beschreibungen dort verwiesen werden.

## Die Synode
Wie von der Synode des Jahres 251 sind auch von dieser Versammlung keine Akten erhalten geblieben. Überliefert sind jedoch die Briefe des damaligen Bischofs von Karthago Cyprian, aus denen sich der Inhalt der Beratungen rekonstruieren lässt. Im Einzelnen handelt es sich dabei um die Briefe 59 und 64.
Die Synode fand um den 15. Mai des Jahres 252 statt. 67 Bischöfe aus der Region nahmen an ihr teil. Tagungsort war wohl wie 251 die Bischofskirche in der Stadt Karthago.

### Die Umsetzung des Beschlusses von 251 bezüglich der Lapsi
Die Synode von 251 hatte die Frage der Lapsi abschließend geklärt. Ein Bischof Fidus hatte Cyprian jedoch brieflich darüber informiert, dass ein gewisser Bischof Therapius im Falle des vormaligen Presbyters Viktor gegen diese Beschlüsse verstoßen hatte und den Betreffenden vor Ablauf der vollen Bußzeit wieder in die kirchliche Gemeinschaft aufgenommen habe. Der Brief des Fidus selbst ist nicht erhalten geblieben, wohl aber die Antwort Cyprians (Brief 64, s. o.).
Mit seinem Handeln hatte sich Bischof Therapius der Autorität der Synode widersetzt, was auf der Versammlung für Unmut sorgte. Der Punkt wurde lange beraten. Die Synode entschied sich, dem Bischof wegen dieses Handelns eine Rüge zu erteilen und ihm aufzugeben, solches nicht erneut zu unternehmen. Dem ehemaligen Presbyter Viktor gestattete man den Verbleib in der kirchlichen Gemeinschaft, da man den einmal von einem Bischof Gottes (a sacerdote Dei) erteilten Frieden nicht mehr rückgängig zu machen sich anmaßen wollte.

### Die Kindertaufe
Die zweite Anfrage des Fidus betraf die Kindertaufe. Analog zum jüdischen Beschneidungsritus meinte Fidus, das Kinder erst am achten Tage nach der Geburt zu taufen seien. In der afrikanischen Kirche hatten sich zum Teil jüdische Traditionen bewahrt.
Das Konzil, so informierte Cyprian Fidus in Brief 64 verwarf die Ansicht des Fidus einstimmig. Die Barmherzigkeit und Gnade Gottes, so die Synode, dürfe keinem Menschen vorenthalten werden, weswegen die Taufe zum frühestmöglichen Zeitpunkt zu spenden sei. Dies richtete sich an die christlichen Eltern.

### Das Schisma des Privatus und seiner Anhänger
Aus Brief 59 ist zu erfahren, dass sich das Konzil neben den bereits beschriebenen Themen auch mit dem Fall einiger abgefallener Bischöfe und Geistlichen befasste. Privatus war einst Bischof von Lambaesis in Numidien gewesen, ehe er 236/40 von einem Konzil abgesetzt worden war. Dem Urteil hatte sich auch der römische Bischof angeschlossen. Privatus suchte zwar einen Weg zurück in die kirchliche Gemeinschaft, da er aber keine Buße getan hatte, wurde sein Appell an die Synode von 252 nicht zugelassen.
Unter den Anhängern des Privatus befanden sich der Pseudobischof Felix, sowie die exkommunizierten Bischöfe Jovinus, Maximus und Repostus. Die letzten drei waren während der Verfolgung der Christen durch Decius vom Glauben abgefallen und hatten die geforderten Opfer dargebracht. Auch diesen verweigerte die Synode die Gemeinschaft, da sie nicht einmal eine Buße begonnen hatten, wie es die Beschlüsse der Synode von 251 vorsahen.
Daraufhin weihten die exkommunizierten Bischöfe Fortunatus aus dem Lager der Felicissimus-Partei zum Gegenbischof zu Cyprian. Die Felicissimus-Partei war eine Gruppe von Geistlichen unter Führung des Diakons Felicissimus, die schon 251 zu den Opponenten Cyprians gehört hatten und deren Ausschluss aus der Gemeinschaft auf der Synode bestätigt worden war. Fortunatus, nicht zu verwechseln mit dem nordafrikanischen Bischof, den Cyprian 251 nach Rom gesandt hatte, schickte sogleich eine Delegation sowie Felicissimus selbst nach Rom, um dort Klage gegen Cyprian zu führen. Doch Papst Cornelius wies die Delegation ab und exkommunizierte Felicissimus ebenfalls. Fortunatus verlor anschließend viele Anhänger, so dass das Schisma allmählich erlosch.